# Бали-бег Малкочоглу
Бали-бег Малкочоглу (1502.—1548) био је намесник и коморник Сулејмана Величанственог. Показао је изузетна достигнућа у Мохачкој бици 1526.. Бали-бег је пореклом из Босне и Херцеговине из породице Малкочевића. Његова мајка је била ћерка султана Бајазита. Познат је и као Бали-бег Јахјапашић.

## Каријера
Син је Јахја-паше Малкочевића, румелијског и анадолијског беглербега и ћерке султана Бајазита, Ајнишах. Рођен је 1502. године. Имао је још двбраће, Мехмеда и Ахмеда.
Касније Учествује у опсади Београда 1521. године. Након освајања Београда, Сулејман је упутио смедеревског санџакбега Бали-бега Јахјапашића у Срем. Овај је попалио Купиник, Сланкамен, Митровицу, Карловце, Петроварадин, Каменицу, Черевић и Илок. Тако је створен широк појас ничије земље. Српско становништво из Београда одведено је у Цариград као лично султаново робље. Бали-бег је ипак настојао да део Срба приволи у турску службу. Међу првима је Турцима пришао Петар Овчаревић, шајкашки заповедник. Остатке шајкаша прикупио је војвода Радич Божић у Петроварадину, док је Павле Томори командовао сувоземним четама. Турци нападају и 1522. и 1523. године. Код Петроварадина су доживели тежак пораз 1522. године, а нови смедеревски санџакбег, Ферхад-паша, доживљава пораз код Манђелоса 12. августа 1523. године. Ферхад-паша је погубљен, а заменио га је Бали-бег који безуспешно опседа Јајце. Њега и Хусрев-бега, босанског намесника, пред Јајцем је срамотно поразио Крсто Франкопан. Знатно је допринео победи Турака у Мохачкој бици 1526. године у којој је страдао угарски краљ Лајош. Умро је 1554. године.